# Jimmy D. Long
Jimmy Dale Long, Sr. (Winnfield (Luisiana), 6 de outubro de 1931) é um ex-membro democrático da Câmara dos Representantes da Luisiana. Ele representou Distrito 23 (paróquias de Winn e Natchitoches) de 1968 até 2000, sendo o "Dean" da casa da Louisiana quando ele retornou à vida privada. Uma autoridade reconhecida na educação política, por dezesseis anos, ele presidiu a Comissão de Educação da Câmara. The ShreveportTimes de Shreveport chamado Long "Uma das 100 pessoas mais influentes do século 20 no Norte da Luisiana." Ele é um membro da dinastia política de Long.